# Escanlares
Escanlares es una entidad de población española de la parroquia de Grandas de Salime, perteneciente al municipio de Grandas de Salime, en la comunidad autónoma de Asturias.

## Historia
Hacia mediados del siglo XIX, el lugar, ya por entonces perteneciente a Grandas de Salime, tenía contabilizada una población de cuarenta habitantes. Aparece descrito en el séptimo volumen del Diccionario geográfico-estadístico-histórico de España y sus posesiones de Ultramar de Pascual Madoz con las siguientes palabras:

ESCANLARES: l. en la prov. de Oviedo, ayunt. y felig. de San Salvador de Grandas: sit. en un valle rodeado de tierras de labor; le combate con mas frecuencia el viento NO., y el clima es bastante benigno y saludable. En los afueras de la pobl. hay una ermita, dedicada al Sto. Angel y San Simon, la cual es propiedad del vecindario. Confina el térm. E. Grandas; S. cas. de Fabal, y O. Valdedo: brota en él una fuente de la cual se forma el arroyo denominado Escanlares, y le atraviesa un camino que conduce á la cap. y pueblos inmediatos. prod.: centeno, maiz, patatas, habas, nabos y yerbas; y se cria ganado vacuno, de cerda y lanar. pobl.: 10 vec., 40 almas.
(Madoz, 1847, p. 520)

En 2023, la entidad singular de población, encuadrada dentro de la entidad colectiva de Grandas de Salime, tenía empadronados cuatro habitantes.